# Internationale UCI-kalender for damer 2024
Den internationale UCI-kalender for damer 2024 (officielt: UCI Women's Road World Rankings) er den 19. udgave af UCI-kalenderen for damer.

## Kalender
| 20. jan.             | Trofeo Marratxi-Felanitx                                | 1.1   | Noemi Rüegg               | Arlenis Sierra            | Chiara Consonni           |
| 20. jan.             | Gravel and Tar La Femme                                 | 1.2   | Kate McCarthy             | Sammie Maxwell            | Charlotte Clarke          |
| 21. jan.             | Trofeo Palma Femina                                     | 1.1   | Magdeleine Vallieres      | Ashleigh Moolman-Pasio    | Mavi García               |
| 22. jan.             | Trofeo Binissalem-Andratx                               | 1.1   | Eleonora Gasparrini       | Noemi Rüegg               | Nadia Quagliotto          |
| 28. jan.             | Women Cycling Pro Costa De Almería                      | 1.1   | Olivia Baril              | Ane Santesteban           | Karolina Perekitko        |
| 3. feb.              | Grand Prix Apollon Temple                               | 1.2   | aflyst sportsbegivenhed   |                           |                           |
| 4. feb.              | Vuelta a la Comunitat Valenciana Feminas                | 1.1   | Cédrine Kerbaol           | Marit Raaijmakers         | Federica Piergiovanni     |
| 15. – 18. feb.       | Setmana Ciclista Valenciana                             | 2.Pro | Marlen Reusser            | Katarzyna Niewiadoma      | Niamh Fisher-Black        |
| 25. feb.             | Clásica de Almería WE                                   | 1.1   | Lauren Stephens           | Julia Biryukova           | Linda Zanetti             |
| 25. feb.             | Omloop van het Hageland                                 | 1.1   | Kristen Faulkner          | Mischa Bredewold          | Georgi Pfeiffer           |
| 27. feb.             | Le Samyn des Dames                                      | 1.1   | Vittoria Guazzini         | Anniina Ahtosalo          | Christina Schweinberger   |
| 28. feb.             | Umag Trophy Ladies                                      | 1.2   | Sara Fiorin               | Michela De Grandis        | Emma Bernardi             |
| 3. mar.              | Trofeo Oro in Euro                                      | 1.1   | Elisa Longo Borghini      | Karlijn Swinkels          | Ruth Winder               |
| 3. mar.              | Poreč Trophy Ladies                                     | 1.2   | Petra Zsanko              | Elisabeth Ebras           | Urša Pintar               |
| 4. mar.              | Grand Prix Suf City El Salvador                         | 1.1   | Antri Christoforou        | Elena Pirrone             | Karen Villamizar          |
| 5. mar.              | Grand Prix el Salvador                                  | 1.1   | Valentina Basilico        | Tamara Dronova-Balabolina | Sylvie Swinkels           |
| 5. – 9. mar.         | Trofeo Ponente in Rosa                                  | 2.2   | Kim Cadzow                | Kristen Faulkner          | Clara Emond               |
| 6. mar.              | Grand Prix Presidente                                   | 1.1   | Elena Hartmann            | Giorgia Vettorello        | Tamara Dronova-Balabolina |
| 6. mar.              | GP Oetingen                                             | 1.1   | Lorena Wiebes             | Thalita de Jong           | Josie Nelson              |
| 8. – 12. mar.        | Vuelta a El Salvador                                    | 2.1   | Elena Hartmann            | Tamara Dronova-Balabolina | Antri Christoforou        |
| 8. – 10. mar.        | Vuelta Extremadura Féminas                              | 2.2   | Mareille Meijering        | Gaia Realini              | Brodie Chapman            |
| 9. mar.              | Drentse Acht van Westerveld                             | 1.1   | Sofie Van Rooijen         | Chiara Consonni           | Rachele Barbieri          |
| 13. mar.             | Grand Prix Indes                                        | 1.1   | Aranza Valentina Villalón | Tamara Dronova-Balabolina | Anna Kiesenhofer          |
| 13. mar.             | Nokere Koerse for kvinder                               | 1.Pro | Lotte Kopecky             | Lorena Wiebes             | Lily Williams             |
| 14. – 17. mar.       | Tour de Normandie Féminin                               | 2.1   | Mie Bjørndal Ottestad     | Josie Nelson              | Ellen van Dijk            |
| 14. – 17. mar.       | Vuelta Femenina a Guatemala                             | 2.2   | Valentina Basilico        | Lina Maria Rojas          | Natalia Garzón            |
| 27. mar.             | Dwars door Vlaanderen for kvinder                       | 1.Pro | Marianne Vos              | Shirin van Anrooij        | Letizia Paternoster       |
| 1. apr.              | Ronde de Mouscron                                       | 1.1   | Daria Pikulik             | Anniina Ahtosalo          | Martina Fidanza           |
| 3. apr.              | Scheldeprijs for kvinder                                | 1.1   | Lorena Wiebes             | Charlotte Kool            | Martina Fidanza           |
| 3. apr.              | Région Pays de la Loire Tour-Féminin                    | 1.2   | Michaela Drummond         | Victorie Guilman          | Lucinda Stewart           |
| 8. – 10. apr.        | The Princess Maha Chackri Sirindhon's Cup               | 2.1   | Jutatip Maneephan         | Nguyễn Thị Thật           | Claudia Marcks            |
| 10. apr.             | Brabantse Pijl for kvinder                              | 1.Pro | Elisa Longo Borghini      | Demi Vollering            | Alexandra Manly           |
| 14. apr.             | Grand Prix de Chambéry                                  | 1.1   | Lore De Schepper          | Évita Muzic               | Erica Magnaldi            |
| 19. – 23. apr.       | Giro Mediterraneo Rosa                                  | 2.2   | Lara Gillespie            | Federica Venturelli       | Giada Borghesi            |
| 20. apr.             | Omloop van Borsele                                      | 1.1   | Sofie Van Rooijen         | Daria Pikulik             | Elynor Bäckstedt          |
| 24. – 28. apr.       | Tour of the Gila for kvinder                            | 2.2   | Lauren Stephens           | Nadia Gontova             | Eleanor Wiseman           |
| 25. apr.             | GP Liberazione women                                    | 1.1   | Chiara Consonni           | Silvia Persico            | Eleonora Gasparrini       |
| 25. – 28. apr.       | Gracia-Orlova                                           | 2.2   | Corinna Lechner           | Mirre Knaven              | Urška Žigart              |
| 27. apr.             | Festival Elsy Jacobs à Garnich                          | 1.2   | Marta Lach                | Christine Majerus         | Katrine Aalerud           |
| 28. apr.             | Festival Elsy Jacobs à Luxembourg                       | 1.2   | Marta Lach                | Scarlett Souren           | Anouska Koster            |
| 1. maj               | Cyclis Classic                                          | 1.2   | Anne Knijnenburg          | Federica Venturelli       | Scarlett Souren           |
| 3. maj               | La Classique Morbihan                                   | 1.1   | Eleonora Gasparrini       | Marta Lach                | Jade Wiel                 |
| 4. maj               | Grand Prix de Plumelec-Morbihan for kvinder             | 1.1   | Silvia Persico            | Victoire Berteau          | Marta Lach                |
| 4. maj               | GP Eco-Struct                                           | 1.1   | Chiara Consonni           | Anniina Ahtosalo          | Daria Pikulik             |
| 5. maj               | Trofee Maarten Wynants                                  | 1.1   | Anniina Ahtosalo          | Scarlett Souren           | Chiara Consonni           |
| 8. maj               | Clasica Femenina Navarra                                | 1.Pro | Hannah Ludwig             | Arlenis Sierra            | Shirin van Anrooij        |
| 11. – 12. maj        | Belgrade GP Woman Tour                                  | 2.2   | Hanna Tserakh             | Petra Zsanko              | Lara Crestanello          |
| 14. maj              | Durango-Durango Emakumeen Saria                         | 1.1   | Cédrine Kerbaol           | Évita Muzic               | Thalita de Jong           |
| 17. maj              | Veenendaal-Veenendaal Classic for kvinder               | 1.1   | Riejanne Markus           | Barbara Guarischi         | Marthe Truyen             |
| 19. maj              | Antwerp Port Epic Ladies                                | 1.1   | Lara Gillespie            | Zoe Bäckstedt             | Babette van der Wolf      |
| 20. maj              | Grand Prix Mazda Schelkens                              | 1.1   | Martina Fidanza           | Daria Pikulik             | Sara Fiorin               |
| 22. – 24. maj        | Tour de Bretagne féminin                                | 2.1   | Grace Brown               | Alessia Vigilia           | Amber Kraak               |
| 23. – 26. maj        | Tour de Feminin-O cenu Českého Švýcarska                | 2.2   | Julia Kopecky             | Femke de Vries            | Xaydée Van Sinaey         |
| 24. – 27. maj        | Joe Martin Stage Race Women                             | 2.2   | aflyst                    |                           |                           |
| 25. maj              | Ladies Tour of Estonia                                  | 1.2   | Eline Van Rooijen         | Olivija Baleišytė         | Laura Lizette Sander      |
| 25. maj              | Omloop der Kempen Ladies                                | 1.2   | Sara Fiorin               | Lara Gillespie            | Marjolein van 't Geloof   |
| 26. maj              | Gran Premio Ciudad de Eibar                             | 1.Pro | Yurani Blanco Calbet      | Usoa Ostolaza             | Henrietta Christie        |
| 27. – 29. maj        | Tour of Bostonliq Ladies                                | 2.2   | Yanina Kuskova            | Faina Potapova            | Akpeill Ossim             |
| 29. maj – 2. jun.    | Vuelta Ciclista Andalucia (women)                       | 2.1   | Mavi García               | Silke Smulders            | Ella Wyllie               |
| 2. jun.              | Alpes Gresivaudan Classic                               | 1.1   | Marion Bunel              | Évita Muzic               | Julie Bego                |
| 2. jun.              | Dwars door de Westhoek                                  | 1.1   | Kathrin Schweinberger     | Lauretta Hanson           | Lily Williams             |
| 7. – 9. jun.         | Volta a Catalunya Women                                 | 2.1   | Marianne Vos              | Riejanne Markus           | Katrine Aalerud           |
| 8. jun.              | Dwars door het Hageland                                 | 1.1   | Lucinda Brand             | Karlijn Swinkels          | Mischa Bredewold          |
| 9. jun.              | Diamond Tour                                            | 1.1   | Chiara Consonni           | Anniina Ahtosalo          | Kathrin Schweinberger     |
| 14. – 16. jun.       | Tour Féminin International des Pyrénées                 | 2.1   | Usoa Ostolaza             | Valentina Cavallar        | Yurani Blanco Calbet      |
| 25. – 30. jun.       | Thüringen Ladies Tour                                   | 2.Pro | Ruth Winder               | Mischa Bredewold          | Brodie Chapman            |
| 28. – 30. jun.       | Tour de Pologne Women                                   | 2.2   | Laura Molenaar            | Scarlett Souren           | Katarzyna Wilkos          |
| 3. – 7. jul.         | Volta a Portugal Feminina                               | 2.2   | India Grangier            | Titia Ryo                 | Daniela Campos            |
| 6. jul.              | Ladies Race Slovakia                                    | 1.2   | Viktória Chladoňová       | Karolina Perekitko        | Urša Pintar               |
| 7. jul.              | 2-Districtenpijl                                        | 1.1   | Daria Pikulik             | Scarlett Souren           | Flora Perkins             |
| 14. jul.             | Grote Prijs Beveren                                     | 1.2   | Fien Van Eynde            | Anna Vanderaerden         | Febe Poppe                |
| 17. – 21. jul.       | BeNe Ladies Tour                                        | 2.1   | Lorena Wiebes             | Georgi Pfeiffer           | Thalita de Jong           |
| 20. jul.             | La Périgord Ladies                                      | 1.2   | Josie Talbot              | Margot Vanpachtenbeke     | Nina Buysman              |
| 21. jul.             | La Picto-Charentaise                                    | 1.1   | Sheyla Gutiérrez          | Emma Norsgaard            | Eline Jansen              |
| 23. – 28. jul.       | Le Tour de Femina                                       | 2.2   | aflyst                    |                           |                           |
| 25. – 28. jul.       | Princess Anna Vasa Tour                                 | 2.2   | Lieke Nooijen             | Riejanne Markus           | Carlijn Achtereekte       |
| 30. jul.             | Kreiz Breizh Elites Dames                               | 1.1   | Anouska Koster            | Alice Wood                | Marta Jaskulska           |
| 2. – 4. aug.         | Tour de Berlin Féminin                                  | 2.1   | aflyst                    |                           |                           |
| 15. aug.             | GP Yvonne Reynders                                      | 1.1   | Scarlett Souren           | Evy Kuijpers              | Femke Beuling             |
| 20. – 25. aug.       | Vuelta a Colombia Femenina                              | 2.2   | Lilibeth Chacón           | Nadia Gontova             | Estefanía Herrera         |
| 20. aug.             | Egmont Cycling Race Women                               | 1.2   | Lieke Nooijen             | Sofie Van Rooijen         | Nienke Veenhoven          |
| 22. aug.             | Grote Prijs Lucien Van Impe (Women)                     | 1.2   | Evy Kuijpers              | Anastasija Kolesava       | Sofie Van Rooijen         |
| 23. aug.             | Konvert Kortrijk Koerse                                 | 1.1   | Sofie Van Rooijen         | Chiara Consonni           | Daria Pikulik             |
| 29. august – 1. sep. | Giro della Toscana Femminile - Memorial Michela Fanini  | 2.2   | Margot Vanpachtenbeke     | Rasa Leleivytė            | Olha Kulynych             |
| 1. sep.              | Chrono Roland bouge                                     | 1.2   | Cédrine Kerbaol           | Marta Jaskulska           | Elena Hartmann            |
| 1. sep.              | Grand Prix Beerens                                      | 1.1   | Sofie Van Rooijen         | Anna van Wersch           | Victoire Berteau          |
| 3. – 8. sep.         | Tour Cycliste Féminin International de l'Ardèche        | 2.1   | Thalita de Jong           | Marion Bunel              | Monica Trinca Colonel     |
| 7. sep.              | À travers les Hauts-de-France                           | 1.2   | aflyst                    |                           |                           |
| 8. sep.              | Grand Prix de Fourmies féminin                          | 1.1   | Silvia Zanardi            | Cat Ferguson              | Martina Alzini            |
| 15. sep.             | Grand Prix d'Isbergues                                  | 1.1   | Maaike Boogaard           | Victoire Berteau          | Alba Teruel Ribes         |
| 15. sep.             | Women's Cycling Grand Prix Stuttgart & Region           | 1.Pro | Eleonora Gasparrini       | Lieke Nooijen             | Mareille Meijering        |
| 15. sep.             | Pionera Race                                            | 1.2   | Debora Silvestri          | Catalina Soto             | Awen Roberts              |
| 18. sep.             | Saint-Feuillien Grand Prix de Wallonie                  | 1.1   | Karlijn Swinkels          | Elisa Longo Borghini      | Anouska Koster            |
| 20. – 21. sep.       | Trophée des Grimpeuses                                  | 2.2   | Karlijn Swinkels          | Thalita de Jong           | Maëva Squiban             |
| 20. sep.             | Chrono Gatineau                                         | 1.1   | Franziska Brauße          | Nadia Gontova             | Marta Jaskulska           |
| 21. sep.             | Tour de Gatineau                                        | 1.1   | Letizia Paternoster       | Marlies Mejias            | Sarah Van Dam             |
| 21. sep.             | Mirabelle Classic                                       | 1.2   | aflyst                    |                           |                           |
| 1. okt.              | GP Internacional de Ciclismo de Santa Catarina Feminino | 1.2   | aflyst                    |                           |                           |
| 1. okt.              | Binche-Chimay-Binche féminin                            | 1.1   | Cat Ferguson              | Christina Schweinberger   | Anniina Ahtosalo          |
| 2. okt.              | GP Urubici de Ciclismo Feminino                         | 1.2   | aflyst                    |                           |                           |
| 3. okt.              | Grand Tour de Ciclismo de Santa Catarina Feminino       | 1.2   | aflyst                    |                           |                           |
| 5. okt.              | Giro dell'Emilia Donne                                  | 1.Pro | Elisa Longo Borghini      | Évita Muzic               | Juliette Labous           |
| 8. – 9. okt.         | Tour du Wenzhou féminin                                 | 2.2   | aflyst                    |                           |                           |
| 8. okt.              | Tre Valli Varesine Women's Race                         | 1.Pro | Cédrine Kerbaol           | Silvia Persico            | Liane Lippert             |
| 13. okt.             | Chrono des Nations for damer                            | 1.1   | Grace Brown               | Vittoria Guazzini         | Anna Kiesenhofer          |
| 17. – 20. okt.       | Vuelta Femenina Internacional a Costa Rica              | 2.2   | Esther Galarza            | Gabriela Soto             | Karen Villamizar          |